# 890年代
890年代（はっぴゃくきゅうじゅうねんだい）は、西暦（ユリウス暦）890年から899年までの10年間を指す十年紀。

## できごと

### 891年
- 宇多天皇が菅原道真らを登用して国政改革に着手。

### 892年
- 朝鮮半島で甄萱が完山（全州）に後百済を建てる。新羅が分裂への道を歩み始める。
- アッバース朝が再びバグダードに遷都

### 893年
- ブルガリア皇帝（ツァール）にシメオン1世が即位する。第一次ブルガリア帝国は全盛期を現出。

### 894年
- 日本、遣唐使を廃止。

### 895年
- 東国で7年間に及ぶ群盗蜂起（寛平・延喜東国の乱）が勃発。

### 896年
- ハンガリーに騎馬民族（マジャール人）が定住した。

### 897年
- 父である宇多天皇より位を譲られて、第60代醍醐天皇が即位する。

### 899年
- 藤原時平が左大臣に、菅原道真が右大臣に就任。対立が激化。